# Lycodes cortezianus
Lycodes cortezianus és una espècie de peix de la família dels zoàrcids i de l'ordre dels perciformes.

## Morfologia
- Els mascles poden assolir 50 cm de longitud total.[4][5]

## Depredadors
Als Estats Units és depredat pel lleó marí de Califòrnia (Zalophus californianus).

## Hàbitat
És un peix marí i d'aigües profundes que viu entre 73-620 m de fondària.

## Distribució geogràfica
Es troba des d'Alaska fins a San Diego (Califòrnia, els Estats Units).

## Observacions
És inofensiu per als humans.